# 法と経済学
法と経済学（ほうとけいざいがく、英: law and economics）とは、経済学のうち、特にミクロ経済学・ゲーム理論の観点および手法を利用して法的理論を分析、再解釈する学問である、また近年では統計・計量経済学を用いた分析も行われている。近接する分野として契約理論がある。

## 法と経済学の歴史
18世紀の初頭に、アダム・スミスは重商主義者の立法がもたらす経済的効果を議論した。 その後も、独占禁止法や証券取引法などの分野においては、経済学的アプローチが用いられた。しかし近年まで、経済学が市場外の活動を調整する法律の分析に適用されることはなかった。1961年に、ロナルド・コースおよびグイド・カラブレイジは、「社会的費用の問題」および「危険分配と不法行為法に関する若干の考察」という論文を、それぞれ独自に公表した。これらが、現代における法と経済学の起源であるとみなされている。その後、シカゴ大学ロー・スクール教授でアメリカ合衆国第7巡回区控訴裁判所裁判官（判事）のリチャード・ポズナーなどを中心に多くの研究者によって研究が進められてきた。
1970年代以降、アメリカの主なロースクールで法と経済学の教育プログラムが設けられるようになった。今日では、法と経済学はハーバード大学、エール大学、シカゴ大学、スタンフォード大学、ジョージタウン大学、ミシガン大学などのロースクールや経済学部で発展を続けている。現代のアメリカでは法政策に関わるテクノクラートや官僚は法と経済学を理解し、実際の政策・法整備などに必須のものとなっている。
法学の世界で用いられる場合には、企業法・経済法分野などで、何が合理的で認められるべきものなのか、何は不合理で否定されるべきものかを決定する背景的基準として用いられる場面がみられる。例えば、企業を巡る多数当事者の利害関係を調整する場合に、単純な古典的モラルによって正邪を決めにくい場面であっても、経済的合理性をもって価値を図ることによって、より説得的で、かつ、経済面でも発展を損なわない結論を法学として導くことが期待されている。
ただし、資源配分の効率化、最適化を目的関数とする経済学的アプローチは当然のことながら「社会的公正」の要素を考慮しないため、正義の実現という価値判断も必要な法律においては、そのアプローチの限界をも十分に認識すべきであり、経済学的アプローチが普遍的に通用するものではない。たとえば、「パターナリスティックな介入による資源配分」であっても、社会保障の分野のように、そのこと自体が公平性の実現から期待される場合もあるからである。
また経済モデルのような高度に抽象的なモデルから得た解が現実社会の中でうまく働くとは限らないが、法と経済学は法という現実社会に密接に関わる分野について経済学を応用する学問分野であることから、つねに現実との対話が必要となる。とすると、現実の社会のなかでは何が経済的に合理的なのかという判断自体が経済学者の間で論争となることも多く、経済学の利用によって現実社会の中で一意に最適な解が得られるとは限らない。近年ではヤミ金問題に端を発した、消費者金融における上限金利の引き下げについて、池尾和人と大竹文雄との論争など経済学者の中でも意見が分かれたことが注目された。

## 日本における法と経済学
従前、法と経済学を法学部の科目としての設置例はそれほど多くはなかったが、法科大学院及び公共政策大学院の設置に伴い、その数は飛躍的に増大した。特に会社法や税法、知的財産法といった領域において研究が進められている。政策レベルでは、重要法案の立案・検討に関して、理系出身官僚が法務省に出向するとともに、法と経済学を専門とする研究者を任期付研究官として採用して理論研究にあたらせるといった形での導入が進んでいる。
2002年スタンフォード大学ロースクールのローレンス・レッシグ教授が慶應義塾大学湘南藤沢キャンパス(SFC)の「ネットワーク社会論」(担当 國領二郎教授)にて特別講演を行なった。

## アメリカにおける法と経済学
アメリカでは、法の経済分析が非常に有力である。裁判所は事件の判断に当り、しばしば経済分析の結果や、法と経済学の理論を利用する。立法や政策立案過程でも、当該立法および政策の経済分析の結果が、考慮されることが多い。さらに、法学教育の分野でも、法と経済学の影響は大きい。多くのロースクールに経済学位を持つ教員が所属しており、民事法、刑事法、公法と、幅広い法分野にわたって、経済的分析を行っている。また、経済学部に所属する研究者の多くも、法と経済学の研究に携わっている。

## 近年の動向
法と経済学は、その学際的性質もあり、経済学の理論の発展を柔軟に取り込んでいる。近年の重要な傾向としては、法的問題へのゲーム理論の適用が挙げられる。さらに、法の経済分析において、行動経済学や計量経済学などの分析手法を利用する研究も進んでいる。